# Visuia
Visuia – wieś w Rumunii, w okręgu Bistrița-Năsăud, w gminie Miceștii de Câmpie. W 2011 roku liczyła 391 mieszkańców.